# Beyoğlu
Beyoğlu è un distretto e un comune soggetto al comune metropolitano di Istanbul, situato nella parte europea della città, affacciato sul Bosforo e sulla parte settentrionale del Corno d'Oro.
Nel Medioevo, il quartiere era una colonia e possedimento della Repubblica di Genova ed era conosciuto come vigne di Pera. A quel tempo, Pera (Πέρα, 'la parte al di là' in greco), era sinonimo di Galata, il quartiere genovese sul Corno d'Oro. Nel XIX secolo il nome del quartiere divenne Pera, nome che rimase in uso fino a metà XX secolo, ossia fino all'emigrazione della popolazione greca del quartiere.
Il nome turco Beyoğlu deriverebbe, secondo una teoria, da Bey Oğlu, letteralmente figlio del signore. Il titolo si riferirebbe a Lodovico Gritti: nato a Istanbul, Lodovico era figlio illegittimo di Andrea Gritti, il Bailo di Costantinopoli durante il regno del sultano Bayezid II (r. 1481-1512) e doge di Venezia dal 1523. La sede del Baliato veneziano, dagli inizi del XVI secolo, fu nel quartiere di Beyoğlu, nell'attuale Palazzo Venezia. Ricostruito nel 1781, dal 1923 è sede del Consolato Italiano. Lodovico Gritti contribuì significativamente a migliorare i rapporti tra la Sublime Porta e la Serenissima. La sua casa privata si trovava nei pressi dell'attuale Piazza Taksim.
Il distretto di Beyoğlu ha inglobato altri quartieri a nord del Corno d'Oro tra cui: Galata (la medievale cittadina genovese, oggi conosciuta come Karaköy, nucleo originario del distretto), Tophane, Cihangir, Şişhane, Tepebaşı, Tarlabaşı, Dolapdere e Kasımpaşa. Il distretto è connesso alla città antica dal Ponte di Galata, il Ponte di Atatürk e il Ponte del Corno d'Oro.

## Storia
L'area corrispondente all'attuale distretto di Beyoğlu fu abitata già in tempi antichi: i referti testimoniano la presenza di insediamenti al di là del Corno d'Oro già all'epoca di Cristo. Durante il periodo della dominazione greca, i bizantini chiamarono quest'area Sykai o Sycae (cioè "campo di fichi") o Peran en Sykais ("campo di fichi dall'altra parte" del Corno d'Oro). Con l'espansione dell'Impero bizantino,  Costantinopoli crebbe significativamente e così anche l'area di Beyoğlu che proprio in questo periodo, venne chiamata Galata dal nome della fortezza che Teodosio II vi ci fece costruire.
I greci credevano che il nome derivasse dalla parola galatas (ossia "uomo del latte") dato che l'area, nella prima età medievale, era abitata, per la maggior parte, da pastori. Secondo una seconda teoria, il termine Galata deriverebbe dalla parola galatai (riferito al popolo dei Galli) poiché si pensava che il popolo celtico dei Galli si fosse stabilito qui prima di fondare i propri insediamenti nell'Anatolia centrale dove furono poi conosciuti come Galati. I Galati sono ricordati in particolar modo per la Lettera ai Galati e per la statua del Galata morente.
Il nome Galata potrebbe però anche derivare dalla parola italiana calata dato che l'area, formalmente colonia genovese dal 1273 al 1453, si trova su una collinetta a ridosso del mare.

### Periodo XI sec. - XIX sec.
L'area divenne presto una base fondamentale per gli scambi commerciali. Dall'XI secolo a periodi alterni fu sotto le dipendenze di Genova e Venezia. Nel 1171 sono noti i primi insediamenti Genovesi che, in questa data, furono dati alle fiamme in uno scontro coi Veneziani.
Dal 1204, con la quarta crociata, fu sotto la dipendenza di Venezia, ma nel 1261 i Bizantini ne ripresero possesso e, nel 1273, l'imperatore Michele VIII Paleologo la offrì a Genova, rivale di Venezia. 
Testimonianza dell'influenza genovese, è il Palazzo genovese (Palazzo del Comune), costruito nel 1316 da Montano de Marinis, il podestà di Galata (Pera); ancora oggi se ne possono vedere le rovine vicino a Bankalar Caddesi a Karaköy, strada nella quale troviamo diverse case in stile genovese, risalenti agli inizi del XIV secolo.
Durante il periodo bizantino, il podestà genovese deteneva il potere sulla popolazione italiana residente a Pera per lo più proveniente da Genova, Venezia e Ragusa. Nel 1348 i genovesi costruirono la famosa Torre di Galata più a meridione rispetto ad una fortezza antecedentemente distrutta durante la IV crociata. Fu nel 1352 che Veneziani ed Aragonesi assediarono Pera ma i Genovesi (grazie all'aiuto ottomano, che fornì arcieri mercenari), sconfissero definitivamente i loro antagonisti, tanto che il 6 maggio 1352 venne firmata la resa dei Veneziani, che accettarono l'egemonia di Genova su Pera e giurarono di lasciare permanentemente Costantinopoli e tutte le rotte dirette al Mar Nero; in cambio dell'aiuto gli ottomani ottennero di poter transitare nello stretto controllato dai Genovesi.
Nel 1453 genovesi e bizantini combatterono assieme per la difesa dalla città contro l'Impero ottomano. Il 29 maggio dello stesso anno gli ottomani guidati da Mehmed II conquistarono la città e deposero l'ultimo imperatore bizantino. Essi tuttavia concessero ai genovesi di ritornare a Pera pur non avendone più formalmente il controllo. In questo modo il commercio della Repubblica di Genova non ne rimase danneggiato.

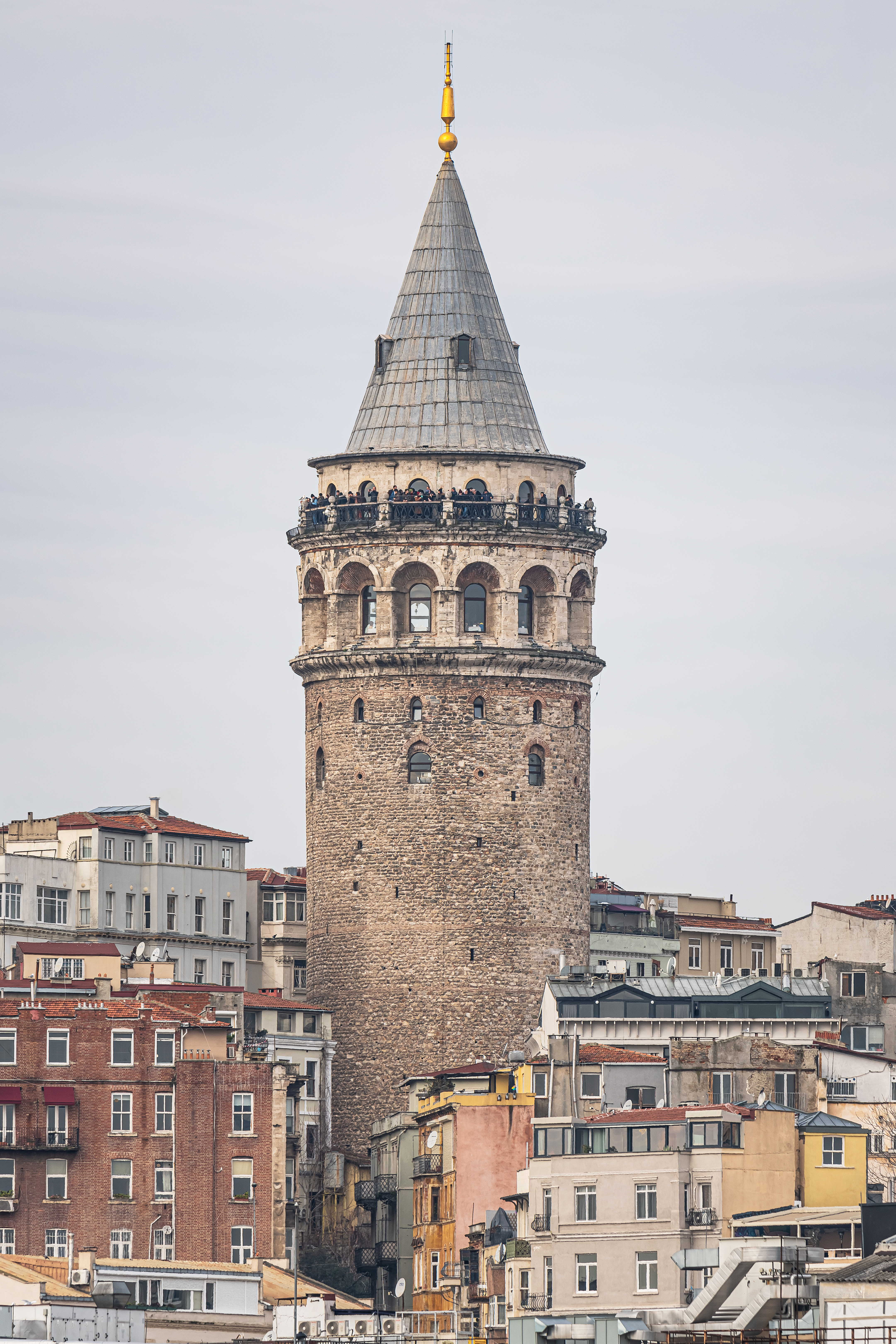
Torre di Galata (1348) fu costruita dai genovesi nella cittadella di Galata.

In seguito all'assedio di Costantinopoli del 1453, Venezia ebbe modo brevemente di riaffacciarsi nella cittadella dalla quale era stata cacciata: in questo modo tentò di affermare la volontà di riprendere le vie commerciali. Furono i veneziani, forse, a suggerire a Bayezid II Leonardo da Vinci come architetto per il ponte che il sultano intendeva costruire tra le due sponde del Corno d'Oro. Il progetto di Leonardo per il Ponte di Galata (1502), rimase tuttavia inutilizzato.
La sede del Baliato Veneziano era il cosiddetto "Palazzo di Venezia", nell'attuale quartiere di Beyoğlu. Costruito agli inizi del XVI secolo ma sostituto dall'edificio attuale nel 1781, dal 1861 è diventata l'ambasciata italiana e dal 1921, anno in cui Ankara è stata scelta come capitale turca, ospita il Consolato italiano.

### Beyoğlu nel XIX secolo

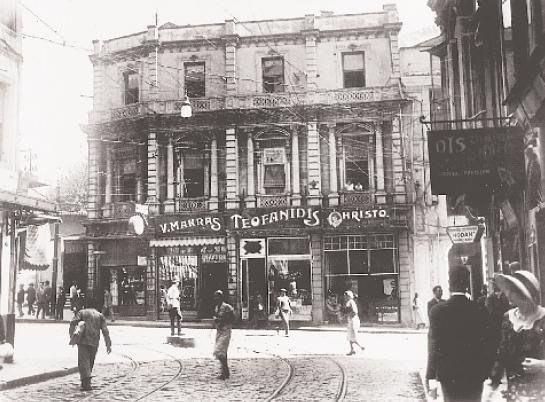
Negozio greco in İstiklal Caddesi, Beyoğlu, 1930 ca.

Durante il XIX secolo, Beyoğlu fu ancora meta per molti commercianti europei e ospitò molte ambasciate, in particolar modo lungo la Grand Rue de Péra, oggi İstiklal Caddesi. La presenza di una parte così considerevole di popolazione europea rese il quartiere di Beyoğlu la parte più occidentale della città, specialmente se confrontata al centro antico di Istanbul dall'altra parte del Corno d'Oro.
Beyoğlu presto divenne il centro della vita artistica, culturale e notturna della città. Beyoğlu fu uno dei primi quartieri ad avere la linea telefonica, l'elettricità, il tram e persino una linea sotterranea, Tünel, inaugurata nel 1875 (seconda metropolitana al mondo dopo Londra) per collegare il quartiere di Pera con il porto di Galata e il vicino centro finanziario di Karaköy.
Dalla fine dell'Impero Ottomano, la cultura dei teatri, delle caffetterie, della vita mondana e delle pasticcerie rimase un elemento di distinzione di Beyoğlu. Negozi, come la pasticceria İnci, famosa per i suoi dolci al cioccolato e i profiterole, segnarono la modernizzazione di quest'area, preannunciando la successiva affermazione della Repubblica.
Nel quartiere di Beyoğlu ancora oggi si possono trovare alcune delle molte scuole che furono istituite dalle comunità straniere presenti in quest'area: nate con lo scopo di educare i figli della componente levantina della città, in seguito rivestirono un ruolo molto importante nella formazione della giovane classe elitaria turca.
La rapida modernizzazione che ebbe luogo in Europa e che tardò ad arrivare a Istanbul, fu ancor più demarcata dalla sostanziale differenza tra i quartieri più storici e tradizionalisti di Eminönü e di Fatih. Quando i sultani ottomani iniziarono un programma di modernizzazione della città con gli Editti di Tanzimat (1839 - 1876), molti edifici in stile europeo furono costruiti a Beyoğlu confondendosi con le più tradizionali abitazioni turche.
Inoltre, il sultano Abdülmecid I, decidendo di non abitare più nello storico Palazzo di Topkapı, ordinò la costruzione del più moderno Palazzo di Dolmabahçe che si ispirava allo stile neoclassico, barocco e rococò.

### Beyoğlu nel XX e nel XXI secolo

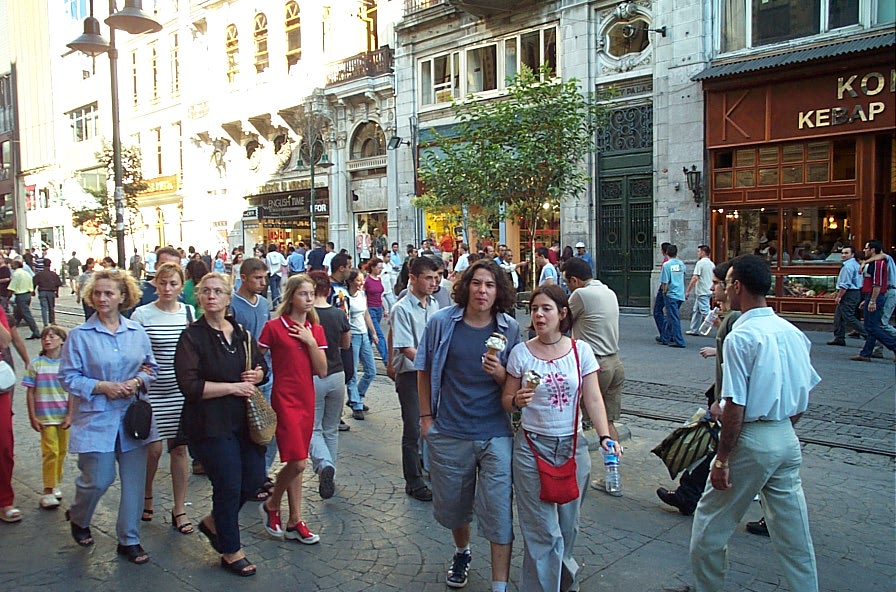
Persone su İstiklal Caddesi nel 1999.

Con la fondazione della Repubblica turca nel 1923, Beyoğlu perse progressivamente di importanza. Il declino fu accelerato dalla partenza della popolazione greca da Pera e dall'adiacente Galata a seguito della crescente pressione turca nella cosiddetta Questione di Cipro tra il 1950 e il 1960.
Il teso clima politico degli anni '70, portò la classe medio borghese a spostarsi in nuovi sobborghi residenziali come Levent e Yeşilköy, lasciando in questo modo libere molte case in stile Art Nouveau e neoclassico. Da attivo centro mondano e cosmopolita, negli anni '80, Beyoğlu subì quindi un forte tracollo economico.
Il primo decennio del XXI secolo vide un importante processo di gentrificazione: İstiklal Caddesi, con i suoi molti negozi, divenne nuovamente un'apprezzata meta turistica e di svago cittadino. Alcuni degli edifici risalenti al secolo scorso sono stati ristrutturati con successo.

## Monumenti e luoghi di interesse
Il centro del distretto di Beyoğlu è İstiklal Caddesi, una via pedonale lunga circa 3 kilometri costeggiata da negozi di abbigliamento, caffetterie, pubs, discoteche, teatri e cinema. Lungo İstiklal Caddesi si alternano edifici in stile neoclassico e Art Nouveau: il nostalgico tram rosso, reintrodotto negli anni '90, intende proprie ricreare la storica atmosfera del distretto.

Alcune tra le più famose enoteche e caffetterie di Istanbul si trovano nei pressi di İstiklal Caddesi in Beyoğlu: l'ottocentesco Çiçek Pasajı, letteralmente passaggio dei fiori, una galleria con locali storici ed eleganti ristoranti. In passato, İstiklal Caddesi era la sede Teatro Naum, teatro gravemente danneggiato dall'incendio che devastò Pera nel 1870. 

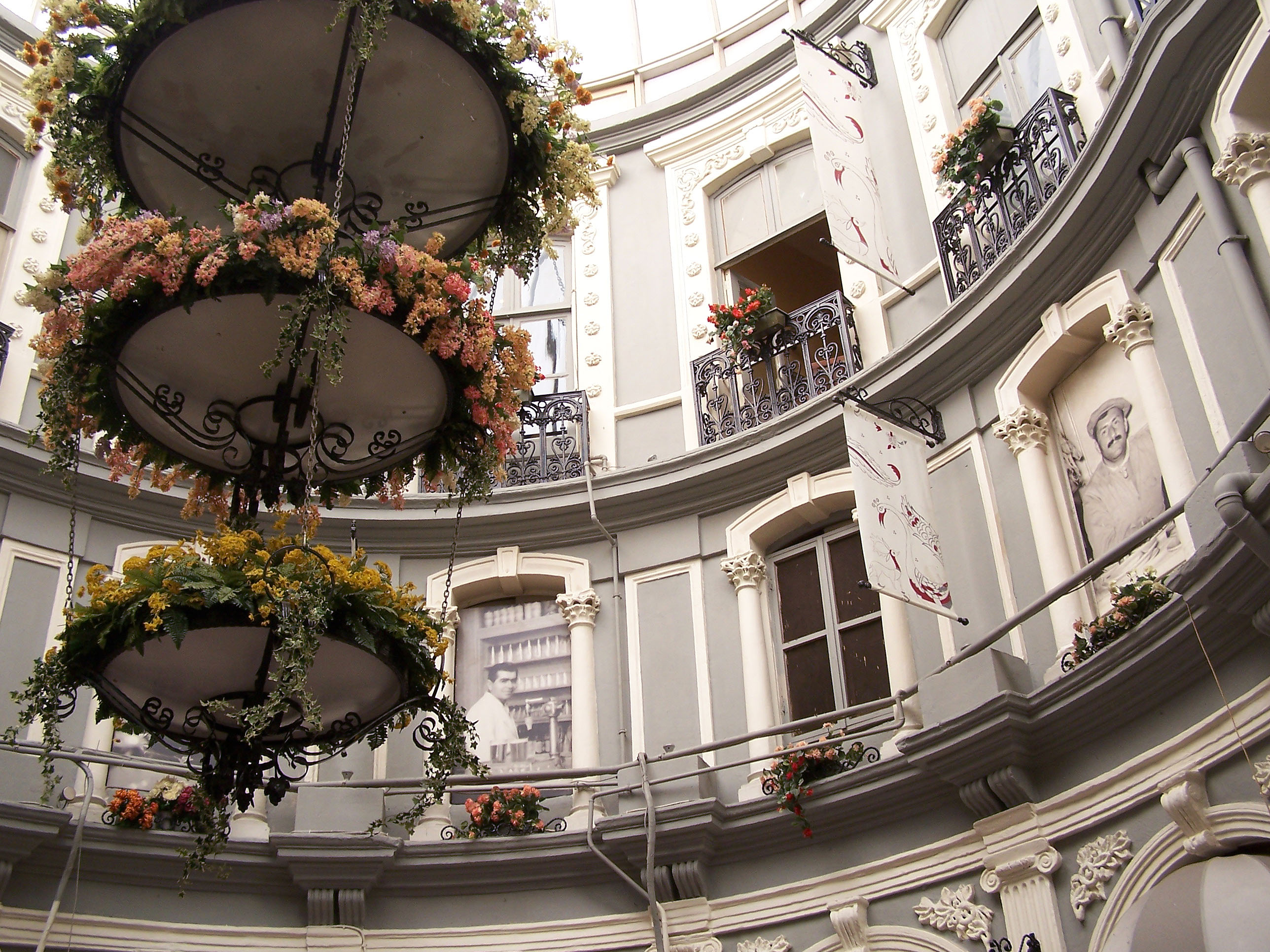
Interno di Çiçek Pasajı.

Il teatro era frequentemente visitato dal sultano Abdülaziz e Abdülhamid II e ospitò Il trovatore di Giuseppe Verdi prima che fosse messa in scena a Parigi.
Dopo l'incendio del 1870, il teatro, ormai in rovina, fu acquistato dal banchiere greco Christaki Zoğrafos che nel 1876 progettò la costruzione dell'edificio attuale chiamato, originariamente Cité de Pera.
Yorgo'nun Meyhanesi, l'enoteca di Yorgo, fu la prima enoteca ad aprire nel passaggio. Nel 1908 il Gran visir ottomano Sait Paşa acquistò l'edificio che divenne così conosciuto come il Passaggio di Sait Paşa. A seguito della Rivoluzione Russa del 1917, molte nobili donne russe impoverite, tra cui una Baronessa, iniziarono a vendere fiori nel passaggio. Così, attorno agli anni '40, la galleria era per lo più occupata da fioristi e per questo motivo venne chiamata Çiçek Pasajı, ossia passaggio dei fiori.
Tra gli edifici storici di Beyoğlu troviamo anche due tra le più antiche enoteche della città: Pano, aperto nel 1898 da Panayotis Papadopoulos, e il vicino Viktor Levi, costruito nel 1914. Un'altra storica locanda del quartiere è il Cumhuriyet Meyhanesi, letteralmente Enoteca della Repubblica, rinominata negli anni '30, era già stata aperta all'inizio del 1890.
Sempre nei pressi di İstiklal Caddesi, si trova la strada di Nevizade nella quale si succedono piccoli ristoranti e bistrot. Altri pub storici possono essere trovati in Tünel Pasajı e nella vicina strada di Asmalımescit. Alcuni dei quartieri limitrofi sono stati recentemente ristrutturati come Cezayir Street poi conosciuta come la via francese per i numerosi pub francofoni, caffè e ristoranti che suonano musica francese dal vivo. L'Artiste Terrasseè uno dei locali più famosi della Rue francese grazie alla vista che gode su Santa Sofia, sul Palazzo di Topkapı e la Torre di Galata.

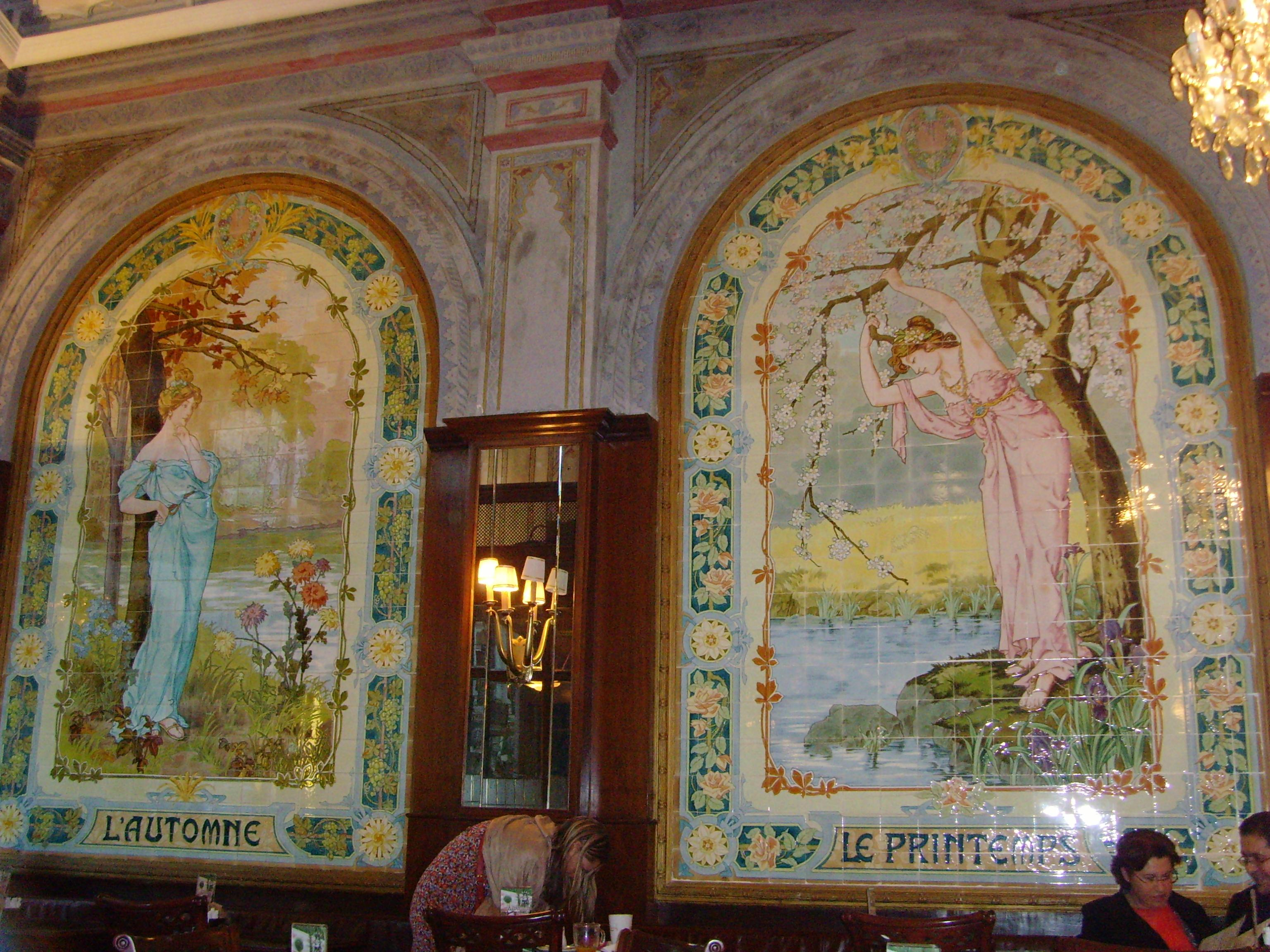
Interni della storica pasticceria Markiz

In Beyoğlu ci sono inoltre, nightclub per tutti i generi musicali: il Babylon e il Nu Pera sono tra i più famosi club in stile europeo, ristoranti, come il Kemancı suonano musica rock, hard rock e heavy metal; in altri, come al Maksim, si può invece trovare musica orientale mentre all'Andon si può ballare il fasıl, una danza tradizionale turca. 
Nella strada Asmalımescit si possono trovare molti tipici ristoranti turchi e ocakbasi mentre le strade vicino al Balıkpazarı, ossia il mercato del pesce, sono affollate di ristoranti che offrono ampie varietà di pesce fresco, dalle cozze ai calamari, serviti con birra o rakı.
Oltre alle numerose catene di fast food (McDonald's, Pizza Hut, Domino's Pizza etc...) troviamo fast food turchi come Simit Sarayı che serve simit ossia ciambelle salate ricoperte di sesamo accompagnate da formaggio e tè.

### Cultura

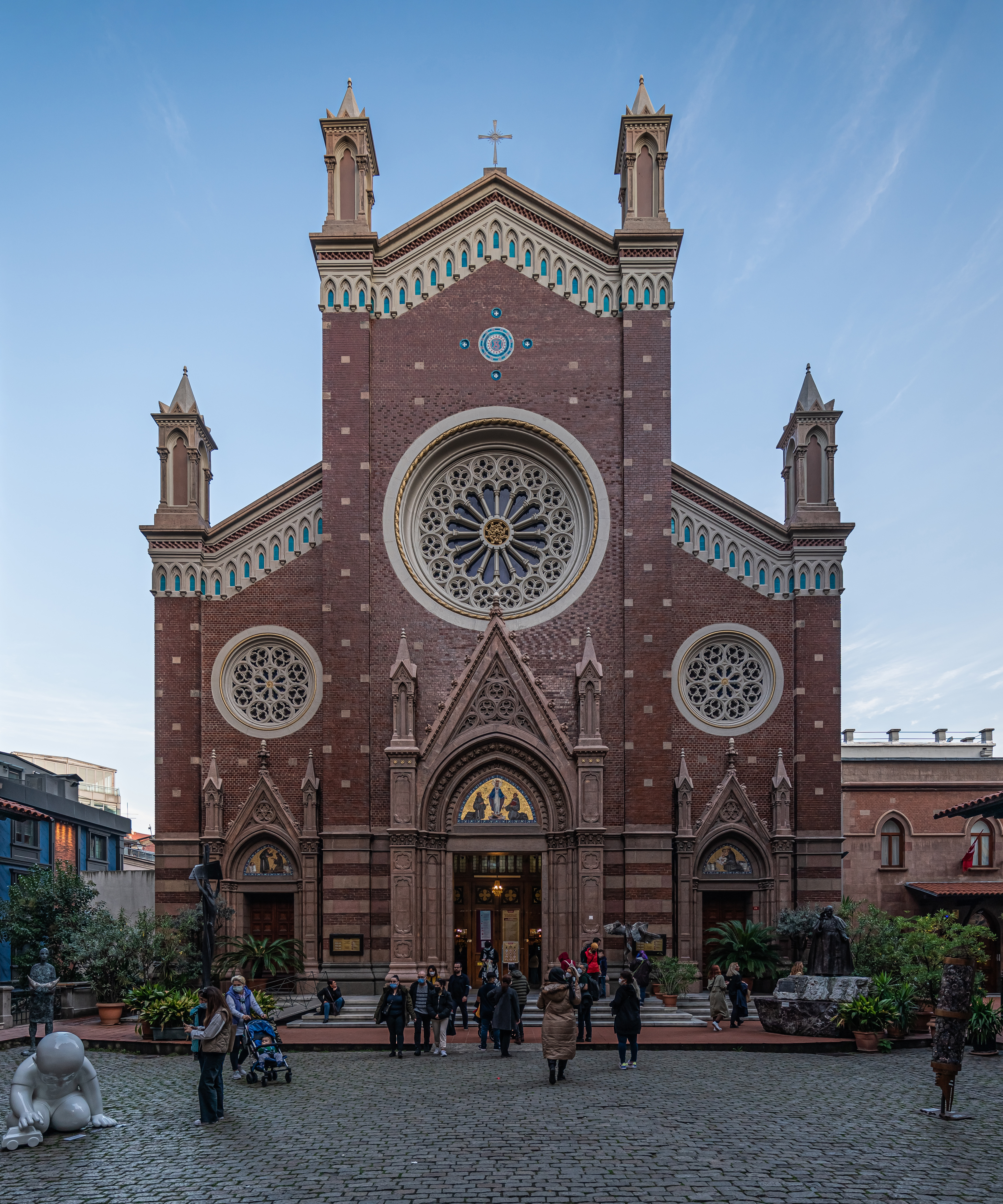
Chiesa di Sant'Antonio da Padova a Beyoğlu, Istanbul, Turchia.

- Museo dell'innocenza: fondato dallo scrittore turco Orhan Pamuk, vincitore del premio Nobel per la letteratura nel 2006.
- Istanbul Modern: museo di arte contemporanea, spesso ospita installazioni di rinomati artisti turchi e internazionali.
- Museo di Pera: ospita alcune opere del tardo periodo ottomano come il Kaplumbağa Terbiyecisi di Osman Hamdi Bey; oltre alla collezione permanente, nel museo di Pera vengono organizzate mostre temporanee come quella di Rembrandt.
- Museo di Doğançay: è il primo museo a Istanbul interamente dedicato a un solo artista, Burhan Doğançay noto, in particolar modo, per i suoi muri urbani.
- Hotel Pera Palas: costruito per ospitare i passeggeri dell'Orient Express, fu fonte di ispirazione per Agatha Christie che durante il suo soggiorno all'hotel scrisse il romanzo Assassinio sull'Orient Express. La sua stanza oggi è conservata come museo.
- Sant'Antonio da Padova: la più grande chiesa cattolica in Turchia.
- Sinagoga Neve Shalom: la più grande sinagoga in Turchia.

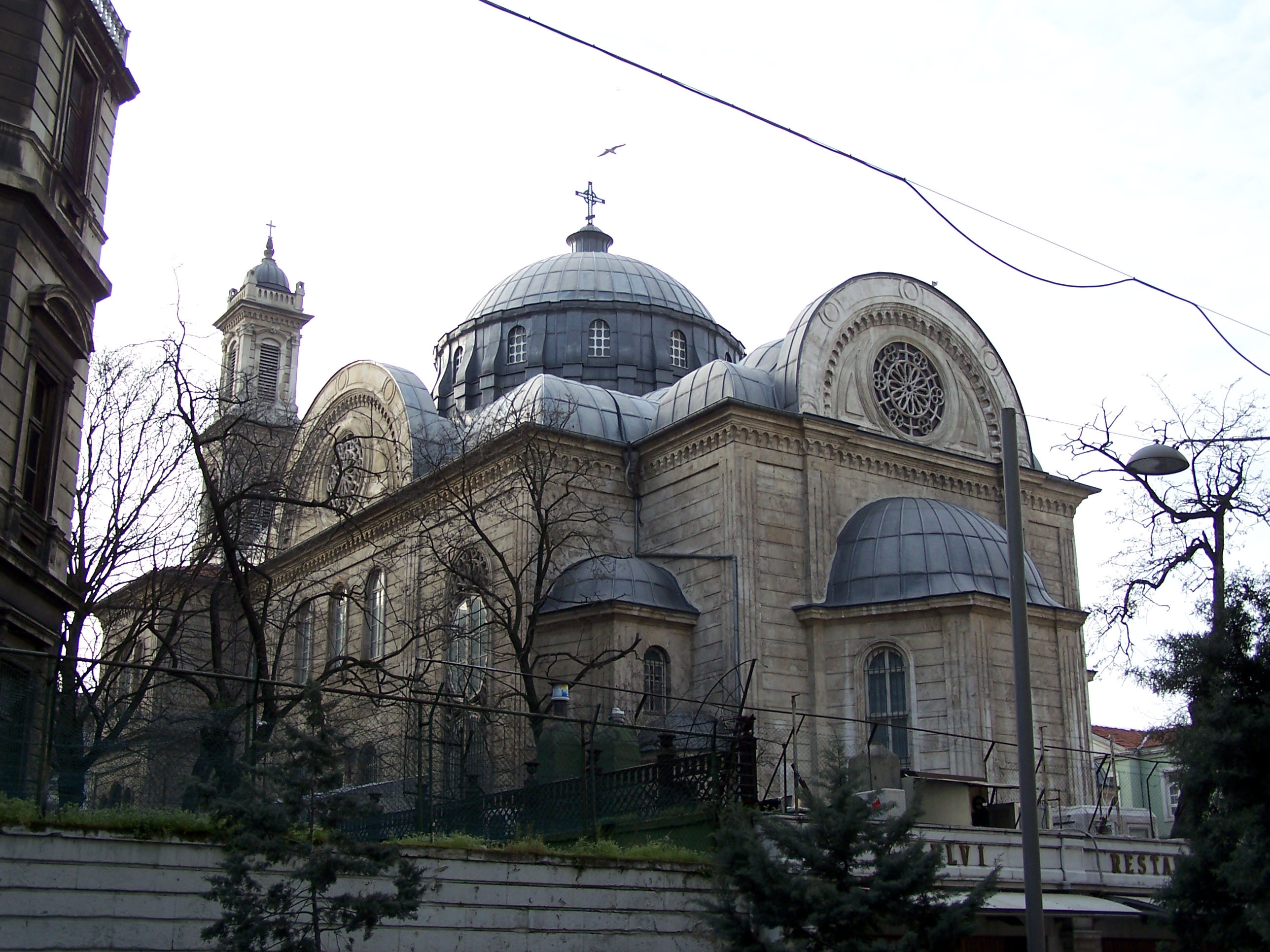
Chiesa di Hagia Triada

## Amministrazione

### Gemellaggi
- Pécs[7]
- Dortmund[7]
- Genova[7]
- Berlino[7]
- Skopje[7]
- Schaerbeek [7]
- Settore 1 (Bucarest)[7]
- Seongbuk-gu[7]
- Mannheim[7]
- Ragusa, dal 2015[8]

## Galleria d'immagini

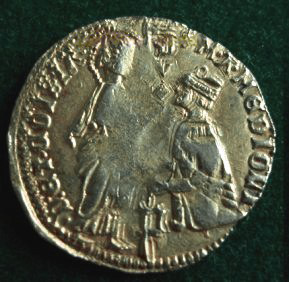
Ducato in oro coniato dalla Repubblica di Genova a Pera (1421-1435).
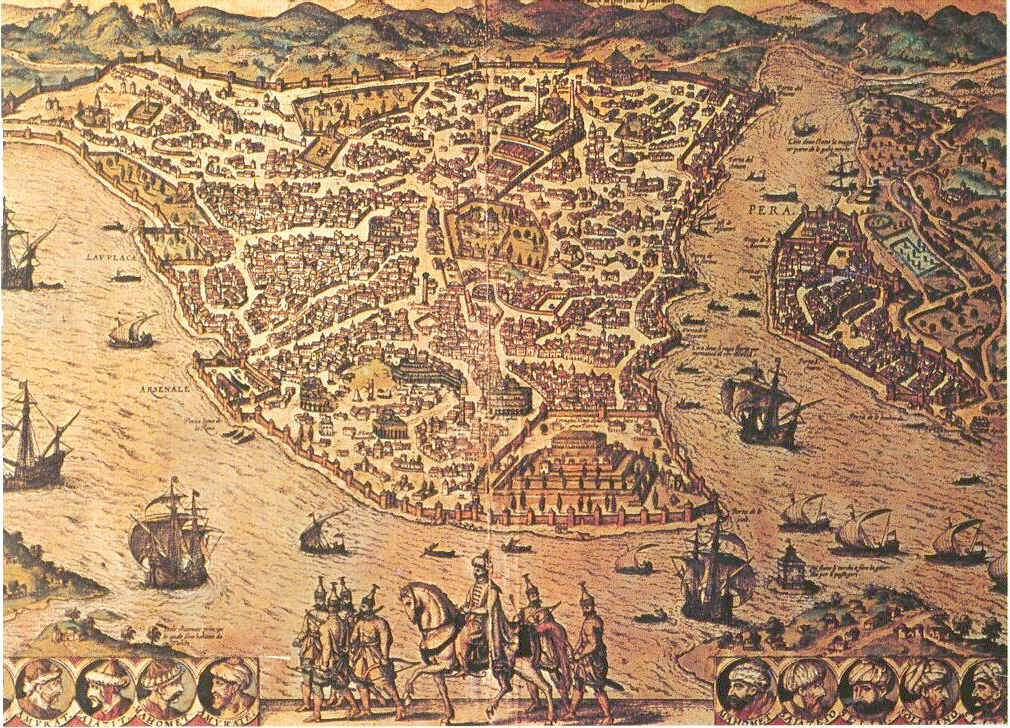
Mappa di Costantinopoli nel XVI secolo.